# Klaus Zernack
Klaus Zernack (ur. 14 czerwca 1931 w Berlinie, zm. 2 listopada 2017 tamże) – niemiecki historyk, zajmujący się Europą Środkowo-Wschodnią i Wschodnią.

## Życiorys
Urodzony jako syn policjanta koniec wojny przeżył w Berlinie, gdzie w 1949 roku zdał maturę. Studiował historię, slawistykę, germanistykę i filozofię na uniwersytetach w Berlinie (Freie Universität), Münster i Uppsali (do 1956). W 1957 doktoryzował się na Uniwersytecie w Münster pracą o stosunkach szwedzko-rosyjskich w drugiej połowie XVII wieku. Uczył przez sześć lat języka szwedzkiego na uniwersytecie. W 1964 r. habilitował się na Uniwersytecie w Gießen pracą o słowiańskich zgromadzeniach ludowych. Od 1966 do 1978 był profesorem historii wschodnioeuropejskiej na Uniwersytecie we Frankfurcie nad Menem, od 1978 do 1984 w Gießen, a od 1984 do 1999 na uniwersytecie w Berlinie (Freie Uniwersität).
Nadał niemieckim badaniom wschodnioeuropejskim od połowy lat 60. XX w. nowe spojrzenie. Stopniowo uwolnił je od pierwotnie dominującego w nich nacisku na rolę Niemiec w historii Europy Wschodniej. To dotyczy zwłaszcza traktowania historii Polski i stało się to szczególnie wyraźne w jego pracy w Polsko-Niemieckiej Komisji UNESCO do spraw podręczników szkolnych, której był niemieckim przewodniczącym w latach 1987–2000.
Do jego najważniejszych prac należą: „Osteuropa. Eine Einführung in seine Geschichte” z 1977, jak i jego książka „Polen und Russland. Zwei Wege in der europäischen Geschichte” z 1994 r. (wyd. pol.: Polska i Rosja: dwie drogi w dziejach Europy. Warszawa 2000). Był wydawcą i współautorem „Handbuch der Geschichte Russlands. Bd. 6.” z 2004 r.
Za swój wkład w polsko-niemieckie pojednanie został uhonorowany tytułem doktora honoris causa Uniwersytetu im. Adama Mickiewicza w Poznaniu i Uniwersytetu Warszawskiego. Oprócz tego otrzymał w 2004 r. Nagrodę im. Samuela Bogumiła Lindego Miast Partnerskich Getyngi i Torunia. Zernack jest członkiem Akademii Naukowych w Berlinie, Poznaniu, Krakowie i Sztokholmie.

## Publikacje
- Studien zu den schwedisch-russischen Beziehungen in der zweiten Hälfte des 17. Jahrhunderts, Gießen 1958
- Die burgstädtischen Volksversammlungen bei den Ost- und Westslaven, Wiesbaden 1967.
- Osteuropa. Eine Einführung in seine Geschichte, München 1977.
- Preußen – Deutschland – Polen. Aufsätze zur Geschichte der deutsch-polnischen Beziehungen, Berlin 1991.
- Nordosteuropa. Skizzen und Bausteine zu einer Geschichte der Ostseeländer, Lüneburg 1993.
- Polen und Russland. Zwei Wege in der europäischen Geschichte, Berlin 1994.

### Publikacje w języku polskim
- Polska i Rosja: dwie drogi w dziejach Europy, przekł. Andrzej Kopacki, Warszawa: „Wiedza Powszechna” 2000.
- (posłowie) Richard Roepell, Dzieje Polski do XIV stulecia, przeł. Kazimierz [!] Przyborowski, posłowiem opatrzył Klaus Zernack, Poznań: Wydawnictwo Poznańskiego Towarzystwa Przyjaciół Nauk 2005.
- Niemcy – Polska. Z dziejów trudnego dialogu historiograficznego, red. Henryk Olszewski, przeł. Łukasz Musiał, Poznań: Wydawnictwo Poznańskie 2006.